# HMS Mars (1794)
HMS Mars (Корабль Его Величества «Марс») — 74-пушечный линейный корабль третьего ранга. Пятый корабль Королевского флота, названный 
HMS Mars, в честь Марса, древнеримского бога войны. Первый линейный корабль типа Mars. Относился к так называемым «большим 74-пушечным кораблям», нёс на верхней орудийной палубе 24-фунтовые пушки, вместо 18-фунтовых у «обычных 74-пушечных». Заложен 10 октября 1789 года. Спущен на воду 25 октября 1794 года на королевской верфи в Дептфорде. Принял участие во многих морских сражениях периода Французских революционных и Наполеоновских войн, в том числе в Трафальгарском сражении.

## Служба

### Французские войны

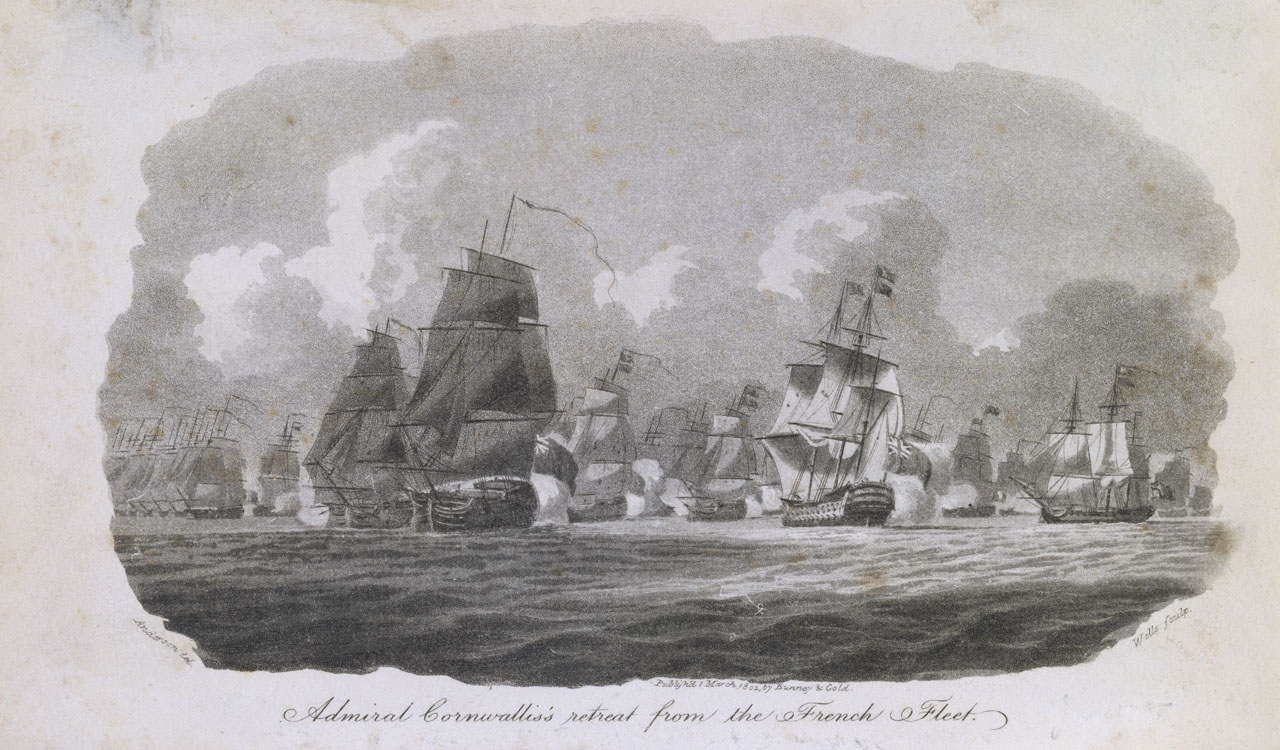
Отступление адмирала Корнуоллиса

30 мая 1795 года Mars, под командованием капитана Чарльза Коттона, в составе к эскадры вице-адмирала сэра Уильяма Корнуоллиса, отплыл из Спитхеда для патрулирования моря в районе острова Уэссан. Эскадра прибыла на станцию 7 июня, а на следующий день захватила конвой из восьми французских торговых кораблей, идущих из Бель-Иля. Эскадра оставалась в этом районе до 16 июня, когда был замечен большой флот на юго-востоке. Это была эскадра из Бреста, состоящая из тринадцати линейных кораблей, двух фрегатов, двух бригов и куттера, под командованием адмирала Вилларе де Жуайёза. Ввиду сильно превосходящих сил противника, Корнуоллис приказал отступать. После целого дня преследования, передовые французские корабли предприняли попытку отрезать Mars, шедший в арьергарде британской эскадры, и открыли по нему сильный огонь. Mars потерял двенадцать человек ранеными, был сильно повреждён, а ближе к концу дня он свалился из линии под ветер и попал бы в плен, не поверни ему на помощь Royal Sovereign и Triumph.
В начале 1797 года командование кораблём принял капитан Александр Худ, брат Самуэля Худа. Именно он командовал кораблём, когда в апреле-мае 1797 года экипаж Mars принял участие в мятеже в Спитхеде. 15 апреля моряки на 16 кораблях Флота Канала под командованием адмирала Александра Худа отказались выйти в море, а 17 апреля представили список своих требований. Основными требованиями были увеличение жалования, отмена 14-унциевого «баталерского фунта» и снятие некоторых непопулярных офицеров. Когда с помощью лорда Хау, популярного среди матросов, мятеж был погашен, корабли вышли в море.

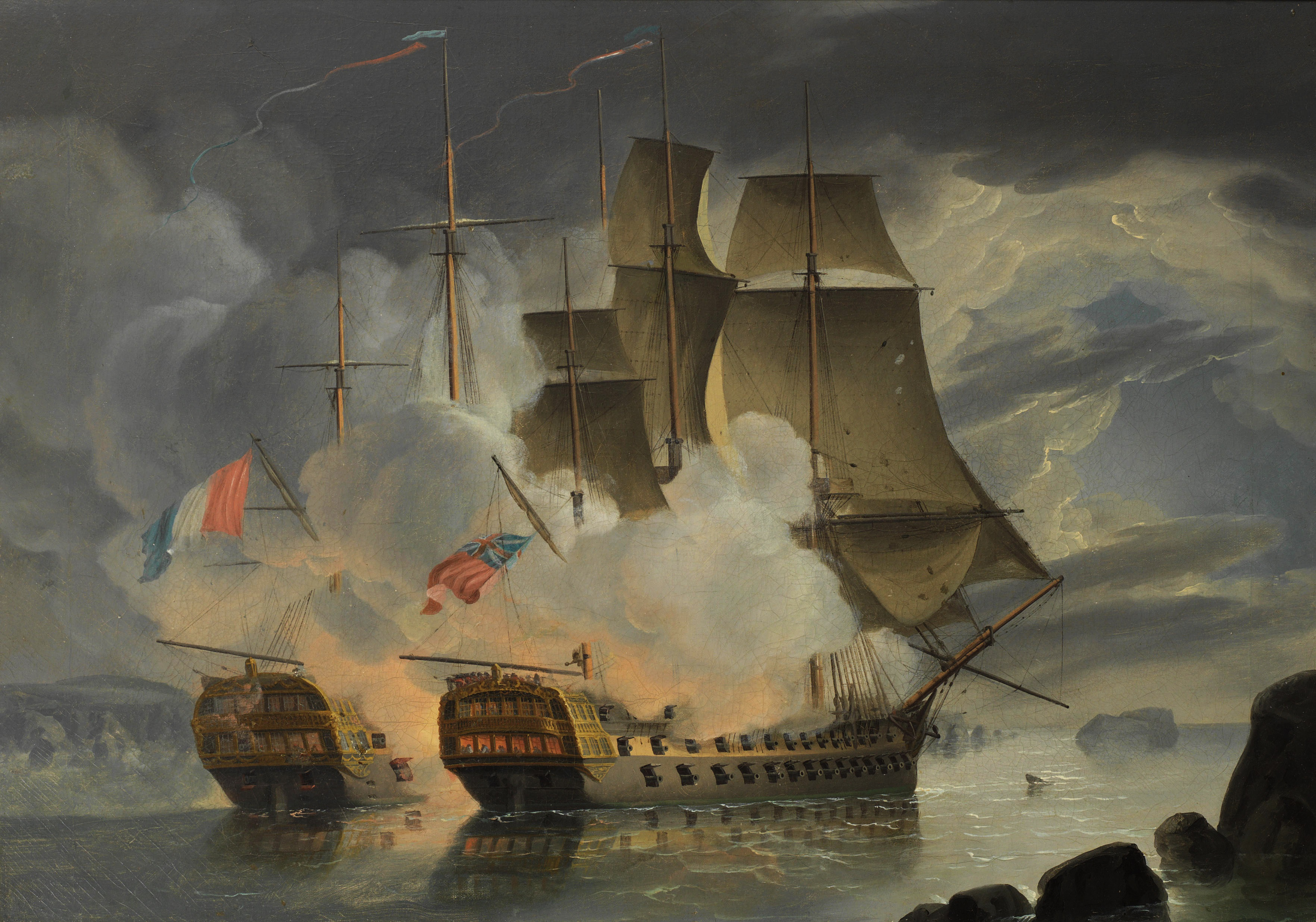
Бой между Mars и Hercule

12 апреля 1798 года Mars, в составе эскадры под командованием адмирала лорда Бридпорта покинул зимнюю стоянку у острова Уайт и отплыл к побережью Франции, чтобы возобновить блокаду Бреста. 21 апреля 1798 года эскадра патрулировала море в районе острова Уэссан, когда на горизонте был замечен парус. В погоню за ним был направлен Mars совместно с 74-пушечным Ramillies и 38-пушечным Jason. В 21:15 Mars в районе мыса Пуэнт-дю-Ра настиг неизвестный корабль, которым оказался французский 74-пушечный Hercule, и вступил с ним в близкий бой. Ожесточённая перестрелка продолжалась больше часа, оба судна были серьёзно повреждены и понесли тяжёлые потери. Однако экипаж Mars поддерживал более высокий темп стрельбы, а потому потери со стороны французов были больше и капитан Hercule решил попытаться взять британский корабль на абордаж. Французы предприняли две попытки абордажа, но оба раза были вынуждены отступить с тяжёлыми потерями. В конце концов в 22:30 Hercule спустил флаг. Потери на его борту составили 290 человек убитыми и ранеными, потери Mars были меньше — 31 человек погиб и 60 было ранено, среди погибших был и капитан Александр Худ. Сражение между Mars и Hercule стало редким примером боя, в котором сошлись корабли равные как по размерам, так и по числу экипажа и весу бортового залпа.

### Наполеоновские войны
21 октября 1805 года Mars, под командованием капитана Джорджа Даффа, входил в состав колонны вице-адмирала Катберта Коллингвуда в битве при Трафальгаре. Он был третьим кораблём в линии между Belleisle и Tonnant. Вслед за Royal Sovereign, флагманом Коллингвуда, Mars попытался прорвать линию франко-испанского флота, при этом попав под сильный огонь сразу четырёх кораблей противника — 74-пушечных San-Juan-Nepomuceno, Pluton, Monarca и Algesiras. В 13:15 корма Mars была обстреляна французским Pluton, в результате чего был убит капитан Дафф и командование перешло к Уильяму Хеннаху, первому лейтенанту Mars. Вынужденный вести бой сразу с несколькими кораблями, Mars был серьёзно повреждён и потерял 29 человек убитыми и 69 ранеными.
Вечером 27 июля 1806 года Mars, под командованием капитана Роберта Дадли Оливера, находился в Бискайском заливе вместе с ещё четырьмя кораблями эскадры коммодора Ричарда Гудвина Китса, когда на горизонте была замечена французская эскадра коммодора Луиса Ла Марре из четырёх фрегатов. Британская эскадра устремилась в погоню, но догнать противника смог лишь один Mars. Утром 28 июля, когда Mars почти настиг 40-пушечный фрегат Rhin, который отстал от остальной части эскадры, коммодор Ла Марре приказал эскадре сформировать линию, чтобы атаковать Mars, но затем передумал и отступил, оставив Rhin на произвол судьбы. Спустя три часа Mars догнал Rhin и вынудил его спустить флаг.
В сентябре 1806 года Mars, под командованием капитана Уильяма Лукина, входил в состав эскадры коммодора Сэмюэля Худа, блокирующей французский порт Рошфор. 25 сентября французская эскадра из пяти фрегатов и двух корветов под командованием коммодора Элеонора-Жан-Николя Солейла попыталась прорвать блокаду чтобы доставить припасы и войска во французскую 
Вест-Индию. Английская эскадра заметила противника и устремилась в погоню. После того как французская эскадра разделилась, Mars продолжил преследование 44-пушечного фрегата Infatigable, вскоре настигнув его и вынудив сдаться. После того, как на борт фрегата был отправлен призовой экипаж, Mars вернулся к основной части эскадры Худа, которая к тому времени захватила два 44-пушечных фрегата (Armeide и Minerva). Ещё один французский фрегат - 46-пушечный Gloire, попытался уйти от погони, но Mars, который был наименее повреждённым британским судном, устремился за ним и вскоре вынудил его спустить флаг. Фрегат Thetis и корвет Sylphe сбежали вместе с Lynx, который сумел уйти от преследования Windsor Castle. Потери британской эскадры составили всего 9 убитых и 32 раненых, причём Mars потерь не понёс.
7 августа 1807 года Mars, в составе эскадры адмирала Джеймса Гамбье, прибыл к Копенгагену. В августе-сентябре 1807 года Mars принял участие в осаде и бомбардировке Копенгагена, завершившейся капитуляцией города и передачей всего датского флота англичанам.
В мае-октябре 1808 года Mars, под командованием капитана Уильяма Лукина, входил в состав эскадры вице-адмирала сэра Джеймса Сумареса, действующей в Балтийском море. 20 августа 1808 года Сумарес, с четырьмя линейными кораблями (Mars, Victory, Goliath и Africa), прибыл к Рогервику, чтобы начать блокаду порта, которая продолжалась в течение месяца.
Mars оставался в строю до 1813 года, после чего был отправлен в резерв. Он находился в резерве до 1823 года, после чего был 
отправлен на слом и разобран.